# Chaobei (köpinghuvudort i Kina, Henan Sheng, lat 33,04, long 112,10)
Chaobei är en köpinghuvudort i Kina. Den ligger i provinsen Henan, i den centrala delen av landet, omkring 240 kilometer sydväst om provinshuvudstaden Zhengzhou. Antalet invånare är 41 360. Befolkningen består av 19 891 kvinnor och 21 469 män. Barn under 15 år utgör 25,0 %, vuxna 15-64 år 65 %, och äldre över 65 år 8,0 %.
Runt Chaobei är det tätbefolkat, med 530 invånare per kvadratkilometer. Närmaste större samhälle är Shifosi, 6,5 km nordost om Chaobei. Trakten runt Chaobei består till största delen av jordbruksmark.
Genomsnittlig årsnederbörd är 843 millimeter. Den regnigaste månaden är augusti, med i genomsnitt 143 mm nederbörd, och den torraste är januari, med 7 mm nederbörd.